# Rio Căbălaşu
O Rio Căbălaşu é um rio da Romênia afluente do Rio Zăbala, localizado no distrito de Vrancea.